# Labangan
Labangan è una municipalità di quarta classe delle Filippine, situata nella Provincia di Zamboanga del Sur, nella regione della Penisola di Zamboanga.
Labangan è formata da 25 baranggay:
- Bagalupa
- Balimbingan (West Luya)
- Binayan
- Bokong
- Bulanit
- Cogonan
- Combo
- Dalapang
- Dimasangca
- Dipaya
- Langapod
- Lantian
- Lower Campo Islam (Pob.)

- Lower Pulacan
- Lower Sang-an
- New Labangan
- Noboran
- Old Labangan
- San Isidro
- Santa Cruz
- Tapodoc
- Tawagan Norte
- Upper Campo Islam (Pob.)
- Upper Pulacan
- Upper Sang-an